# HISAQ Competition
HISAQ Competition ist ein deutsches Motorsportteam aus Delbrück.
Die HISAQ Competition GmbH wurde 2006 als Tochterunternehmen der Belte AG gegründet, welche sich auf Aluminiumwärmebehandlung spezialisiert. Der Begriff „HISAQ“ steht für „High Speed Air Quenching“, was ein Verfahren zur Wärmebehandlung von Aluminiumbauteilen bezeichnet. Durch den Einsatz im Motorsport wollte das Unternehmen Leistungsfähigkeit demonstrieren und neue Werkstoffe erproben.
Zu den größten Erfolgen des Motorsportteams um den ehemaligen Teamchef Arndt Schmidt zählen der Titelgewinn im Porsche Supercup 2007 und ein Rennsieg bei einem Lauf der BFGoodrich Langstreckenmeisterschaft 2008.

## Geschichte

### Porsche Supercup
Zur Saison 2007 schrieb sich das neu formierte Team HISAQ Competition in den Porsche Supercup ein. Bereits in seinem Debütjahr wurde der Titel angestrebt, sodass das Team um eine hochkarätige Fahrerbesetzung bemüht war. Deswegen nahm HISAQ Competition den amtierenden Meister Richard Westbrook unter Vertrag. Ursprünglich sollte ihm Nicolas Armindo als Teamkollege zur Seite stehen, doch noch vor Saisonbeginn trennte man sich wieder. Seinen Posten übernahm Michael Schrey, der im vorherigen Jahr bester Neueinsteiger wurde.
Bei seinem ersten Rennen für das junge Team in Bahrain erzielte Richard Westbrook auf Anhieb den vierten Platz. Beim anschließenden zweiten Rennen verbesserte er sich auf Platz zwei. Bereits beim dritten Meisterschaftslauf in Barcelona kämpfte sich Westbrook von Startplatz vier aus ganz nach vorne und errang seinen ersten Rennsieg in dieser Saison. Damit übernahm er die Meisterschaftsführung. In Monaco fuhr Westbrook auf Platz drei. Beim fünften Lauf in Magny-Cours erreichte Westbrook, der von Startplatz sechs ins Rennen ging, das Ziel erneut auf dem dritten Platz. Beim folgenden Rennen in Silverstone wurde ein drittes Fahrzeug für den Gaststarter Steven Kane eingesetzt. Westbrook gelang zwar die schnellste Rundenzeit in der Qualifikation, doch wurde ihm die Pole-Position wegen eines Verstoßes aberkannt, und er musste von ganz hinten starten. Im Verlauf des Rennens kämpfte er sich bis in die Punkteränge vor, bis er nach einer Kollision mit Alessandro Zampedri eine Durchfahrtsstrafe erhielt und zurückgeworfen wurde. Als Nächstes stand der Meisterschaftslauf auf dem Nürburgring an, wo Michael Schrey durch Marc Basseng ersetzt wurde, der für HISAQ Competition auch die restliche Saison bestritt. Westbrook erzielte mit Platz drei eine Podiumsplatzierung. In Budapest war Westbrook zum zweiten Mal siegreich. Fünf Runden vor Schluss überholte er den bis dahin Führenden Jeroen Bleekemolen und verteidigte seine Führung bis zum Schluss. Beim neunten Rennen in Istanbul wurde Westbrook als Vierter abgewinkt. Zum vorletzten Saisonrennen in Monza trat Westbrook mit zwölf Punkten Vorsprung auf seinen größten Konkurrenten Damien Faulkner an. Von Startplatz fünf ins Rennen gegangen arbeitete er sich bis auf Platz zwei vor. Beim Saisonabschluss in Spa-Francorchamps trennten Westbrook und Faulkner nur noch zehn Meisterschaftszähler. Kurz vor Rennende lag Westbrook vor Faulkner auf Platz drei. In der letzten Runde kam es in der letzten Schikane zu einer Kollision zwischen den Kontrahenten, als Faulkner bei einer missglückten Attacke Westbrook umdrehte. Dieser konnte dennoch weiterfahren und überquerte schließlich als Sechster die Ziellinie, wodurch er sich den Titelgewinn sicherte.

### Langstreckenrennen am Nürburgring
Nach dem Meisterschaftssieg im Porsche Supercup verließ HISAQ Competition diese Serie wieder. Eine neue Herausforderung wurde zur Saison 2008 in der BFGoodrich Langstreckenmeisterschaft gesucht, in der das Team einen Porsche 997 GT3 RSR auf der Nordschleife einsetzte. Das Fahrzeug wurde eigenständig auf Rennen vorbereitet, aber mit einem Langstrecken-Kit von Olaf Manthey ausgerüstet.
Fünf Tage nachdem HISAQ Competition das Fahrzeug aus dem Werk abgeholt hatte, trat es schon zu seinem ersten Rennen in der Langstreckenmeisterschaft an. Emmanuel Collard, Frank Stippler und Richard Westbrook wechselten sich beim ersten Saisonrennen am Steuer des HISAQ-Porsche ab. In der Qualifikation gelang ein Startplatz unter den ersten zehn. Beim anschließenden Rennen verlor das Team in der Anfangsphase etwas an Boden auf die Führenden, drehte aber später die schnellsten Rennrunden. Begünstigt durch Ausfälle anderer Topfahrzeuge wurde der HISAQ-Porsche bis auf Platz zwei vorgespült.
Marino Franchitti und Frank Stippler pilotierten den HISAQ-Porsche beim zweiten Rennen. Sie qualifizierten das Fahrzeug zunächst für den zweiten Startplatz hinter der Zakspeed-Viper. Allerdings wurde die Zakspeed-Viper von der Rennleitung um zehn Startplätze zurückversetzt, sodass der HISAQ-Porsche die Pole-Position erbte. Im Rennen absolvierte Stippler den ersten Stint. Am Start verlor er die Führung an den Manthey-Porsche, eroberte sie aber wenige Kurven später wieder zurück. In den folgenden Runden kam es zu einem Zweikampf mit der Zakspeed-Viper, wobei die Führung stetig wechselte. In der achten Runde absolvierte der HISAQ-Porsche seinen ersten Boxenstopp und verlor seine Führung dadurch an den Paragon-Porsche. Nach dessen Boxenstopp ging die Führung wieder an den HISAQ-Porsche, der nun von Franchitti gesteuert wurde. Im weiteren Verlauf des Rennens wurde der Vorsprung immer weiter ausgebaut und so lag der HISAQ-Porsche nun knapp zwei Minuten vor dem ersten Verfolger. 20 Minuten vor Schluss wurde an der Box noch einmal nachgetankt und die Reifen gewechselt. Wenig später musste der HISAQ-Porsche allerdings erneut die Box ansteuern, da Probleme mit der Spritpumpe auftraten. Anschließend ging der HISAQ-Porsche wieder auf die Strecke und überquerte als Sieger die Ziellinie. Somit gelang HISAQ Competition bereits bei seinem zweiten Rennen in der Langstreckenmeisterschaft der erste Sieg.
Nach den Vorbereitungsrennen in der Langstreckenmeisterschaft trat HISAQ Competiton als einer der Geheimfavoriten mit den Fahrern Richard Westbrook, Emmanuel Collard, Frank Stippler und Marino Franchitti beim 24-Stunden-Rennen auf dem Nürburgring an. Es wurde eine Podiumsplatzierung angestrebt. Allerdings ereignete sich im ersten Zeittraining ein Fahrzeugbrand, wodurch ein Start beim Rennen ungewiss war. Fahrer Frank Stippler konnte sich glücklicherweise rechtzeitig aus dem brennenden Fahrzeug retten und blieb unverletzt. Der HISAQ-Porsche wurde in die nahegelegenen Werkstatt von Konkurrent Olaf Manthey gebracht, wo die Mechaniker das Fahrzeug bereits bis zum Abend wieder herrichten konnten. Somit konnte das Team doch noch am zweiten Zeittraining teilnehmen, in dem es sich den elften Startplatz sicherte. Nachdem HISAQ Competiton sich eine Stunde nach Rennbeginn bereits bis auf Platz drei vorarbeitete, übernahm das Team nach 33 Runden gegen 18 Uhr aufgrund eines Unfalls des bisher führenden Wochenspiegel-Porsche die Führung. Als der HISAQ-Porsche um 21 Uhr an die Box kam, verlor er zwischenzeitlich die Führung an den Schubert-BMW, bis der HISAQ-Porsche eine halbe Stunde später in Runde 42 die Führung zurückeroberte. Anschließend behauptete HISAQ Competition längere Zeit die Führung, bis das Fahrzeug um 2:22 Uhr wegen eines Getriebeschadens an der Box abgestellt werden musste. Nach über eineinhalbstündiger Reparaturdauer konnte das Team das Rennen zwar wieder aufnehmen, jedoch musste das Fahrzeug am Vormittag nach 19 Stunden endgültig abgestellt werden, da Westbrook auf einer Ölspur ausrutschte und infolgedessen in eine Begrenzungsmauer einschlug.

### Aktuelle Entwicklung
Am 13. Juni 2008 schied Arndt Schmidt als Teamchef und Geschäftsführer der HISAQ Competition GmbH aus. Markus Belte, Vorstandsvorsitzender der Belte AG, übernahm kommissarisch die Leitung des Unternehmens.
Es war geplant, 2009 an der 24H Series teilzunehmen, welche in Dubai und Budapest gastiert. Die Einsatzleitung sollte Konrad Motorsport übernehmen. Allerdings kam es seit dem 24-Stunden-Rennen am Nürburgring 2008 nie zu einem weiteren Renneinsatz.